# Nœud (unité)
Pour les articles homonymes, voir Nœud.
Le nœud (symbole kn, kt ou nd) est une unité de mesure de la vitesse utilisée en navigation maritime et aérienne. Un nœud est égal à un mille marin par heure, soit 1,852 km/h ou 0,514 m/s.

## Définition
Un nœud correspond à un mille marin (valeur moyenne d'une minute d'arc de méridien) par heure, donc approximativement une minute de latitude en une heure. Le nœud n'appartient pas au Système international d'unités (SI).
1 kn = 1,852 km/h = 1852/3600 m/s = ~0,51 m/s
1 km/h = 1/1,852 kn = 250/463 kn = ~0,54 kn
1 m/s  = 3600/1852 kn = ~1,94 kn
En aéronautique les vitesses sont le plus souvent exprimées en nœuds (kn).

## Histoire
On estimait autrefois la vitesse d'un navire à l'aide d'un loch à bateau. La planchette était amarrée à un cordage comportant des nœuds régulièrement espacés qu'un marin comptait à haute voix au fur et à mesure qu'ils glissaient entre ses doigts. Le compte se faisait pendant le temps d'écoulement d'un sablier. Le nombre résultant, exprimé en nœuds, mesure donc une vitesse et non une longueur. Dans la marine française, les nœuds étaient espacés de 47 pieds et demi soit 15 mètres et 43 centimètres et le sablier étalonné sur une période de 30 secondes (47 pieds et 3 pouces, soit 14,4 m, et 28 secondes dans la marine anglaise).
Le Bureau international des poids et mesures ne reconnaît plus l'usage du nœud dans les ouvrages scientifiques depuis la publication de la 9e édition de la Brochure sur le SI de 2019. En comparaison avec les unités citées dans le tableau 8 de la 8e édition, bar, millimètre de mercure, ångström, mille marin, barn, nœud, désormais retirées. Son usage dans d'autres cadres reste légal dans certains pays.

## Calcul mental
Calcul mental, correct à 3 % près :
- pour passer des nœuds aux km/h on multiplie le nombre de nœuds par 2 et l'on en soustrait 10 % (c'est-à-dire une multiplication par 1,8) ;
- pour passer des km/h aux nœuds on divise le nombre de km/h par 2 et l'on ajoute 10 % (c'est-à-dire une division par ~ 1,82).